# Sejlsportsligaen 2015
Sejlsportsligaen 2015 var den 2. sæson af den danske sejlsportssuperliga, der er navnet på den bedste sejlsportsrække i Danmark. Den blev styret af Dansk Sejlunion og blev indledt i foråret 2015. Plads nummer 14, 15, 16, 17 og 18 rykker ned i 2. division 2016.
Skærbæk, Horsens, Lynæs, Frederikshavn og Hadsund var nye hold i denne sæson i Sejlsportsligaen, da de rykkede op fra 2. division.

## Stævnerne
Sejlsportsligaen blev afviklet over 4 individuelle stævner, hvor klubberne dystede mod hinanden i grupper af 6, således at når stævnet er slut, har alle sejlet mod alle et bestemt antal gange.
I 2015-sæsonen afvikles stævnerne i:
- Skive, 8. til 10. maj
- Horsens, 12. juni til 14. juni
- Faaborg, 21. til 23. august
- Langelinie, 25. til 27. september

Stævnet ud for Langelinie er finalen, hvor den vindende klub udnævnes, mens nedrykkerne identificeres.
Fælles for alle stævnerne er, at banen bliver lagt, så den er tilskuervenlig, og man derfor kan følge med fra land. Herudover er det muligt at følge sejladserne fra Internettet, da der er livetracking fra alle sejladserne.

## Deltagere
Sejlsportsligaen 2015 bestod af 18 klubhold. Hver klub havde mulighed for selv at sammensætte besætningen på 3-4 sejlere. Klubberne havde lov til at skifte besætningsmedlemmer ud fra stævne til stævne.
- Aarhus Sejlklub
- Kaløvig Bådelaug
- Hadsund Sejlklub
- Sejlklubben Lynæs, Hundested
- Aabenraa Sejl Club
- Middelfart Sejlklub
- Skærbæk Bådeklub
- Kerteminde Sejlklub
- Roskilde Sejlklub
- Vallensbæk Sejlklub
- Hellerup Sejlklub
- Kongelig Dansk Yachtklub, Nyborg
- Sønderborg Yacht Club
- Horsens Sejlklub
- Skovshoved Sejlklub
- Frederikshavn Sejlklub
- Faaborg Sejlklub
- Silkeborg Sejlklub

## Resultater
- 1. Skovshoved Sejlklub 68
- 2. Hellerup Sejlklub  62
- 3. Aarhus Sejlklub 53
- 4. Kerteminde Sejlklub 49
- 5. Kongelig Dansk Yachtclub 47
- 6. Aabenraa Sejl Club 45
- 7. Sejlklubben Lynæs 44
- 8. Frederikshavn Sejklub 42
- 9. Roskilde Sejlklub 39
- 10. Hadsund Sejlklub 38
- 11. Faaborg Sejlklub 37
- 12. Kaløvig Bådelaug 36
- 13. Horsens Sejlklub 27
- 14. Skærbæk Bådeklub 25
- 15. Silkeborg Sejlklub 23
- 16. Sønderborg Yacht-Club 19
- 17. Vallensbæk Sejlklub 17
- 18. Middelfart Sejlklub 13

Skærbæk Bådeklub, Silkeborg Sejlklub, Sønderborg Yacht-Club, Vallensbæk Sejlklub og Middelfart Sejlklub rykkede alle ned til 1. division i 2016.